# マーブ・スロンベリー
マーブ・スロンベリー(1933年9月2日 - 1994年6月23日)は、アメリカ合衆国テネシー州フィッシュビル出身の元プロ野球選手(一塁手、外野手)。左投左打。愛称はマーベラス・マーブ。
ニューヨーク・メッツが120敗を記録した際のメッツの一塁手として知られる。

## 経歴

### ヤンキース時代
1952年、ドラフト外でニューヨーク・ヤンキースに入団したマーブは、3A のデンバー・ベアーズで、1955年から1957年まで3年連続で本塁打と打点の二冠王を獲得するなど、1950年代のマイナーリーグでは最も恐れられた打者の一人であった。
1955年9月25日にメジャーデビュー。ミッキー・マントルと比較されるほどのパワーを持ちながら、三振があまりに多く、一塁守備のポジショニングに難があったため、控えを抜け出すことはできなかった。
1959年シーズン終了後、ロジャー・マリスとの交換で、他の5選手とともに、カンザスシティ・アスレチックス(現オークランド・アスレチックス)に移籍した。

### アスレチックス～オリオールズ時代
アスレチックスでは主に一塁手と右翼手の控えとして過ごし、1960年には打率.250、11本塁打を記録。
しかし、翌1961年シーズン途中にジーン・ステファンとのトレードでボルチモア・オリオールズに移籍。シーズン通算で打率.226、11本塁打を記録。
さらに1962年シーズン途中、ホビー・ランドリスと金銭とのトレードで創設まもないニューヨーク・メッツに移籍。

### メッツ時代
長打力のある選手を待望していたメッツで、マーブは一塁手のレギュラーを獲得。116試合に出場し、打率.244、16本塁打、49打点を記録し、期待にこたえた。
しかし、17ものエラーを喫し、守備率は.981となり、1981年にヒューストン・アストロズのシーザー・セデーニョに並ばれるまで、メジャーの一塁手のワースト記録であった。
また、そのユーモラスなプレー(いわゆる珍プレー)でファンの人気を集めた(後述)
しかし、1963年シーズン、ファンも限界に達し、後にメッツの名一塁手となるエド・クレンプルと入れ替わりでマイナーに降格。同年解雇され、29歳で現役を引退した。

### 引退後
引退後は故郷のテネシー州に戻ったが、1980年代、ミラーライトビールのCMに出演し、人気を博した。このCMにおける最も有名なセリフは、「私が野球でやったことをこのビールにやったら、売り上げが落ちるかもしれない」というもので、新聞のコラムに取り上げられるなど、大きな評判を博した。
1994年6月23日、癌で死去（60歳）。

## マーベラス・マーブ
マーブはマーベラス・マーブと呼ばれ、多くのユーモラスな逸話で知られている。そのほとんどは後世の創作とも言われているが、今なおメッツの伝説として残っている。
有名な逸話では、次のようなものがある。1962年6月17日、試合の守備でやらかしをしてしまったマーブはその後の打席で三塁打を打って大興奮した。しかし二塁ベースを踏んでいないといわれてボールが二塁に送られてアウトになった。これには監督のケーシー・ステンゲルも激怒し、「いくら奴がバカだからってベースを踏み忘れるはずはないだろう」と審判に猛抗議した。すると審判は悲しそうに「すまないなステンゲル、奴は一塁ベースも踏んでないんだ」と言い、この言葉にステンゲルは引き上げた。そしてマーブの次の打者がホームランを打ったものの、ステンゲルはそのバッターの後ろをついていき、いちいちベースを踏んだか確認したという。また、試合は8対7で負けたため、結果としてマーブのミスはかなり高くついた。
もうひとつの有名な逸話は、メッツの選手たちが催したステンゲルの誕生パーティーの話である。パーティーのためにバースデーケーキが用意され、出席者たちにふるまわれたが、マーブにはなぜかケーキが与えられなかった。
このことについてマーブが不満を言うと、ステンゲルは「ケーキをやったら落とすと思った」と答えたというものである。

## エピソード
- 前述のとおり人気者だったため、会員数5000人を数えるファンクラブがあった。
- 兄のフェイ・スロンベリーも元大リーガーである。また、映画監督のクレイグ・ブリュワーは孫に当たる。